# Salle Ibn Yassine
La Salle Ibn Yassine (en arabe : قاعة ابن ياسين) est une salle couverte omnisports d'une capacité de 6700 places située à Rabat, plus précisément dans le quartier de l'Agdal. Son nom vient du célèbre Abdellah Ibn Yassine fondateur du mouvement religieux à l'origine de la dynastie Almoravide.
Créer durant les années 1970 et conçu par l'architecte vietnamien Eric Vo Toàn qui a aussi fait le Mausolée Mohammed V et la Mosquée Badr.
Elle accueille chaque année plusieurs manifestations sportives, surtout les matchs des sections omnisports des FAR de Rabat, du FUS de Rabat et d'autres clubs de Rabat.
Elle accueille aussi plusieurs compétitions internationales tel que le Basketball Africa League Combine 2024 et la CAN Futsal 2024.